# Deutschland Cup 2000
11. ročník hokejového turnaje Deutschland Cup se konal od 10. do 12. listopadu 2000 v Hannoveru. Vyhrála jej hokejová reprezentace Kanady.

## Výsledky
| 10. listopadu 2000                       | Švýcarsko                                | 2:3 (0:2, 0:1, 2:0) | Kanada                                                 | Preussag Arena, Hannover Návštěvnost: 2 261 |  |
| 46:29 Martin Plüss 55:04 Patrick Fischer | 46:29 Martin Plüss 55:04 Patrick Fischer |                     | 7:06 Greg Parks 16:32 Mike Kennedy 37:36 Greg Johnston |                                             |  |

| 10. listopadu 2000 | Německo | 1:2 (0:1, 0:0, 0:1) | Slovensko | Preussag Arena, Hannover Návštěvnost: 3 870 |  |

| Zpráva (francouzsky) |                   |  |                                          |
| 55:27 Wayne Hynes    | 55:27 Wayne Hynes |  | 17:58 Jaroslav Török 41:56 Ján Lipiansky |

| 11. listopadu 2000 | Kanada | 5:4 P (0:1, 0:2, 4:1, 1:0) | Slovensko | Preussag Arena, Hannover Návštěvnost: 3 368 |  |

| Zpráva (francouzsky)                                                                                   | |  |                                                                                |
| 43:56 Glenn Anderson 50:30 Glenn Anderson 51:33 Dave Chyzowski 58:45 Dave McLlwain 63:24 Warren Norris | 43:56 Glenn Anderson 50:30 Glenn Anderson 51:33 Dave Chyzowski 58:45 Dave McLlwain 63:24 Warren Norris |  | 3:19 Marek Uram 28:30 Juraj Štefanka 29:09 Vladimír Országh 59:59 Martin Kuľha |

| 11. listopadu 2000 | Německo | 2:4 (1:1, 1:2, 0:1) | Švýcarsko | Preussag Arena, Hannover Návštěvnost: 5 912 |  |

| Zpráva (francouzsky)             |                                  |  |                                                                             |
| 18:31 Jan Benda 23:24 Leo Stefan | 18:31 Jan Benda 23:24 Leo Stefan |  | 8:59 Marcel Jenni 25:42 Marcel Jenni 32:04 André Rötheli 55:52 Mattia Baldi |

| 12. listopadu 2000                                                            | Švýcarsko                                                                     | 4:2 (2:1, 0:0, 2:1) | Slovensko                          | Preussag Arena, Hannover Návštěvnost: 3 050 |  |
| 10:00 Mathias Seger 17:38 Marc Reichert 43:23 Marcel Jenni 59:54 Marcel Jenni | 10:00 Mathias Seger 17:38 Marc Reichert 43:23 Marcel Jenni 59:54 Marcel Jenni |                     | 4:36 Dušan Milo 54:58 Martin Kuľha |                                             |  |

| 12. listopadu 2000 | Německo | 2:5 (0:2, 2:2, 0:1) | Kanada | Preussag Arena, Hannover Návštěvnost: 6 754 |  |

| Zpráva (francouzsky)                       |                                            |  |                                                                                             |
| 35:10 Heiko Smazal 39:03 Tobias Abstreiter | 35:10 Heiko Smazal 39:03 Tobias Abstreiter |  | 12:24 Jason Miller 12:54 Greg Parks 35:41 Greg Parks 36:48 Warren Norris 54:08 Mike Kennedy |

## Konečná tabulka
| Poř. | Tým       | Z | V | VP | PP | P | Skóre | B |
| ---- | --------- | - | - | -- | -- | - | ----- | - |
| 1.   | Kanada    | 3 | 2 | 1  | 0  | 0 | 13:8  | 6 |
| 2.   | Švýcarsko | 3 | 2 | 0  | 0  | 1 | 10:7  | 4 |
| 3.   | Slovensko | 3 | 1 | 0  | 1  | 1 | 8:10  | 2 |
| 4.   | Německo   | 3 | 0 | 0  | 0  | 3 | 5:11  | 0 |